# 中井祐樹
中井 祐樹（なかい ゆうき、1970年8月18日 - ）は、日本の男性柔術家、総合格闘家。日本修斗協会会長、日本ブラジリアン柔術連盟会長らを歴任。北海道浜益郡浜益村（のちの石狩市）出身。パラエストラ東京主宰。北海道札幌北高等学校卒業、北海道大学中退。初代修斗世界ウェルター級（-70kg）王者。

## 来歴
高校時代にレスリングを学び、北海道大学柔道部で高専柔道の流れを汲む七帝柔道を学ぶ。本人曰く、当初は大学正門前にあった極真空手高木薫道場に入るつもりが、北大柔道部を見学に行き、あまりの寝技の多さとテクニックに惹きこまれ入部したという。
大学4年時、寝技中心の七帝戦（毎年7月開催）で無敵の10連覇中だった京大を下し団体優勝を果たした。中井は、すぐさま退学届けを提出し、プロ修斗（当時の名称はプロシューティング）へ参戦するため上京。そして、スーパータイガージム横浜へ入門した。
1994年11月7日、修斗ウェルター級（-70kg）王座決定戦で草柳和宏と対戦。判定勝ちを収め王座獲得に成功した。

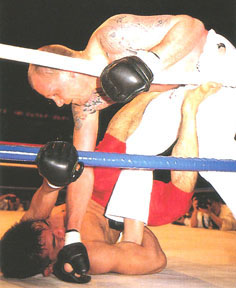
VALE TUDO JAPAN OPEN 1995でゴルドーの上からのパンチに耐えながら脚関節を狙い続ける中井祐樹

1995年4月20日、VALE TUDO JAPAN OPEN 1995に参戦。1回戦でジェラルド・ゴルドーと対戦し、4ラウンドにヒールホールドで一本勝ち。この試合中にゴルドーのサミングを受け、右目を失明した。続く2回戦はクレイグ・ピットマンを腕ひしぎ十字固めで下した。決勝戦はヒクソン・グレイシーと対戦し、1ラウンドにスリーパーホールドで一本負けを喫した。大会後、右目失明のため総合格闘技を引退し、決勝戦で対戦したヒクソンの柔術テクニックに魅せられブラジリアン柔術に専念するようになった。
1997年にパラエストラ東京（当初の表記はパレストラ東京、2005年11月改称）を設立。以降、日本人ブラジリアン柔術家の育成に携わっている。それから十年を待たずパラエストラ支部を全国に広げている。パラエストラ東京からは青木真也や北岡悟などを輩出しており、青木へブラジリアン柔術の黒帯を授与したのも中井である。
2002年5月2日、プロ柔術「GI um」のメインイベントにてレオナルド・ヴィエイラと対戦。試合終了残り2秒で送り襟絞めの一本負け。
2003年2月11日、プロ柔術「GI 02」のアレッシャンドリ・ソッカと対戦。アドバンテージ0-3で敗北した。
2010年6月1日、日本修斗協会会長に就任した。

## エピソード
- 学生時代に観た、高田延彦と船木優治（共にUWF）のキャメルクラッチで決着した試合に「（真剣勝負だと）信じていたUWFに裏切られた!」と感じたという[6]。だが、UWF自体は否定しておらず、本人は「でもUWFがなかったら総合格闘技はない」とも述べている[7]。
- 2017年4月27日、休刊となる「ゴング格闘技」300号発売の中で行われた、東京・神田神保町「書泉グランデ」での「愛読感謝トークイベント」にて、中井は「藤原喜明さんとの対談が印象に残っています。（同誌で）対談を受けてくれた唯一のUWF系の方でした」と振り返った。さらに「松山さん（松山郷）が編集長になって『ナンバー』（文藝春秋の総合スポーツ雑誌）っぽくなった」と、格闘家がトップアスリートとして扱われ始めた認識を示し、そして「何を言ってもさみしい」と語った[8]。
- 2019年にはプロレスと修斗がいがみ合う時代ではないと、ハードヒットに参戦。エキシビジョンマッチながら鈴木みのると組み、藤原喜明＆近藤有己と対戦。現役当時互いに意識していたUWF≠パンクラス出身者とリング上で対戦した。試合後は「格闘技をやってきて、プロレスは自分も好きで。全部終わった話です!」とコメントを残している[9]。

## 戦績

### 総合格闘技
| 総合格闘技 戦績 | 総合格闘技 戦績 | 総合格闘技 戦績 | 総合格闘技 戦績 | 総合格闘技 戦績 | 総合格闘技 戦績 | 総合格闘技 戦績 |
| --------------- | --------------- | --------------- | --------------- | --------------- | --------------- | --------------- |
| 11 試合         | (T)KO           | 一本            | 判定            | その他          | 引き分け        | 無効試合        |
| 9 勝            | 0               | 7               | 1               | 1               | 0               | 0               |
| 2 敗            | 0               | 1               | 1               | 0               | 0               | 0               |

| 勝敗 | 対戦相手             | 試合結果                   | 大会名                                                 | 開催年月日     |
| ×    | ヒクソン・グレイシー | 1R 6:22 スリーパーホールド | VALE TUDO JAPAN OPEN 1995 【決勝】                     | 1995年4月20日  |
| ○    | クレイグ・ピットマン | 2R 7:30 腕ひしぎ十字固め   | VALE TUDO JAPAN OPEN 1995 【準決勝】                   | 1995年4月20日  |
| ○    | ジェラルド・ゴルドー | 4R 2:41 ヒールホールド     | VALE TUDO JAPAN OPEN 1995 【1回戦】                    | 1995年4月20日  |
| ○    | 松谷元章             | 1R 0:20 ヒールホールド     | 修斗 VALE TUDE ACCESS 3                                | 1995年1月21日  |
| ○    | 草柳和宏             | 4分4R終了 判定3-0          | 修斗 VALE TUDE ACCESS 2 【修斗ウェルター級王座決定戦】 | 1994年11月7日  |
| △    | アートゥー・カチャー | 8分3R終了 時間切れ         | 修斗 VALE TUDE ACCESS                                  | 1994年9月26日  |
| ○    | 九平                 | 5R 0:32 肩固め             | 修斗                                                   | 1994年5月6日   |
| ○    | 木川田潤             | 1R 0:27 ヒールホールド     | 新格闘プロレス                                         | 1994年3月11日  |
| ×    | 朝日昇               | 3分5R終了 判定0-2          | 修斗                                                   | 1993年11月25日 |
| ○    | 倉持昌和             | 2R 1:36 ヒールホールド     | 修斗                                                   | 1993年6月24日  |
| ○    | 則次宏紀             | 1R 0:53 アームロック       | 修斗                                                   | 1993年4月26日  |

### ブラジリアン柔術
| 勝敗 | 対戦相手                       | 試合結果              | 大会名                         | 開催年月日     |
| ○    | ヒカルド・デラヒーバ           | ポイント2-0           | プロ柔術 Groundo Impact 05     | 2004年9月19日  |
| ×    | マリオ・ヘイス                 | ポイント0-3           | プロ柔術 DESAFIO 2             | 2004年7月29日  |
| ×    | 早川光由                       | ポイント0-3           | プロ柔術 Ground Impact 04      | 2004年5月26日  |
| ○    | アルバート・クレーン           | ポイント3-0           | プロ柔術 Ground Impact 03      | 2004年3月7日   |
| ×    | アレッシャンドリ・ソッカ       | アドバンテージ0-3     | プロ柔術 Ground Impact 02      | 2003年2月11日  |
| ×    | レオナルド・ヴィエイラ         | 9:58 襟絞め           | プロ柔術 GI um - GROUND IMPACT | 2002年5月2日   |
| ×    | ビトー・"シャオリン"・ヒベイロ | 10分終了 ポイント0-10 | VALE TUDO JAPAN '99            | 1999年12月11日 |
| ○    | 藤本勤                         | 8分終了 ポイント21-0  | 大道塾 THE WARS V              | 1999年4月8日   |
| ○    | 藤原正人                       | 8分終了 ポイント13-0  | 大道塾 THE WARS IV             | 1997年3月11日  |
| ×    | ジアン・マチャド               | 5:21 三角絞め         | 修斗 VALE TUDE PERCEPTION      | 1995年9月26日  |

## 獲得タイトル
- 第3代修斗ウェルター級王座（1994年）
- パンアメリカン柔術選手権（パンナム） 茶帯ペナ（-67kg）級 優勝（1998年）
- ブラジル柔術選手権（ブラジレイロ） 黒帯ペナ級 3位（1999年）

## 主な弟子
- 青木真也
- 北岡悟
- 小室宏二
- 佐々幸範
- 鶴屋浩
- 上田将勝
- 中島太一
- 八隅孝平

## メディア出演

### 吹き替え
- ムタフカズ -MUTAFUKAZ-（2018年） - タイガー 役[10]

### 映画
- SP THE MOTION PICTURE（2010年） - テロリスト役

### テレビ
- 柔術やろうぜ!（2019年11月3日 ‐ 2020年1月27日、tvk） ‐ ゲスト